# Ad Dhahirah
Ad Dhahirah (ou Az Zāhirah) est un gouvernorat du sultanat d'Oman située à l'Ouest du pays, enclavée, à la frontière avec les Émirats arabes unis au Nord et avec l'Arabie saoudite plus au Sud.
La capitale est Ibri (100 000 habitants).

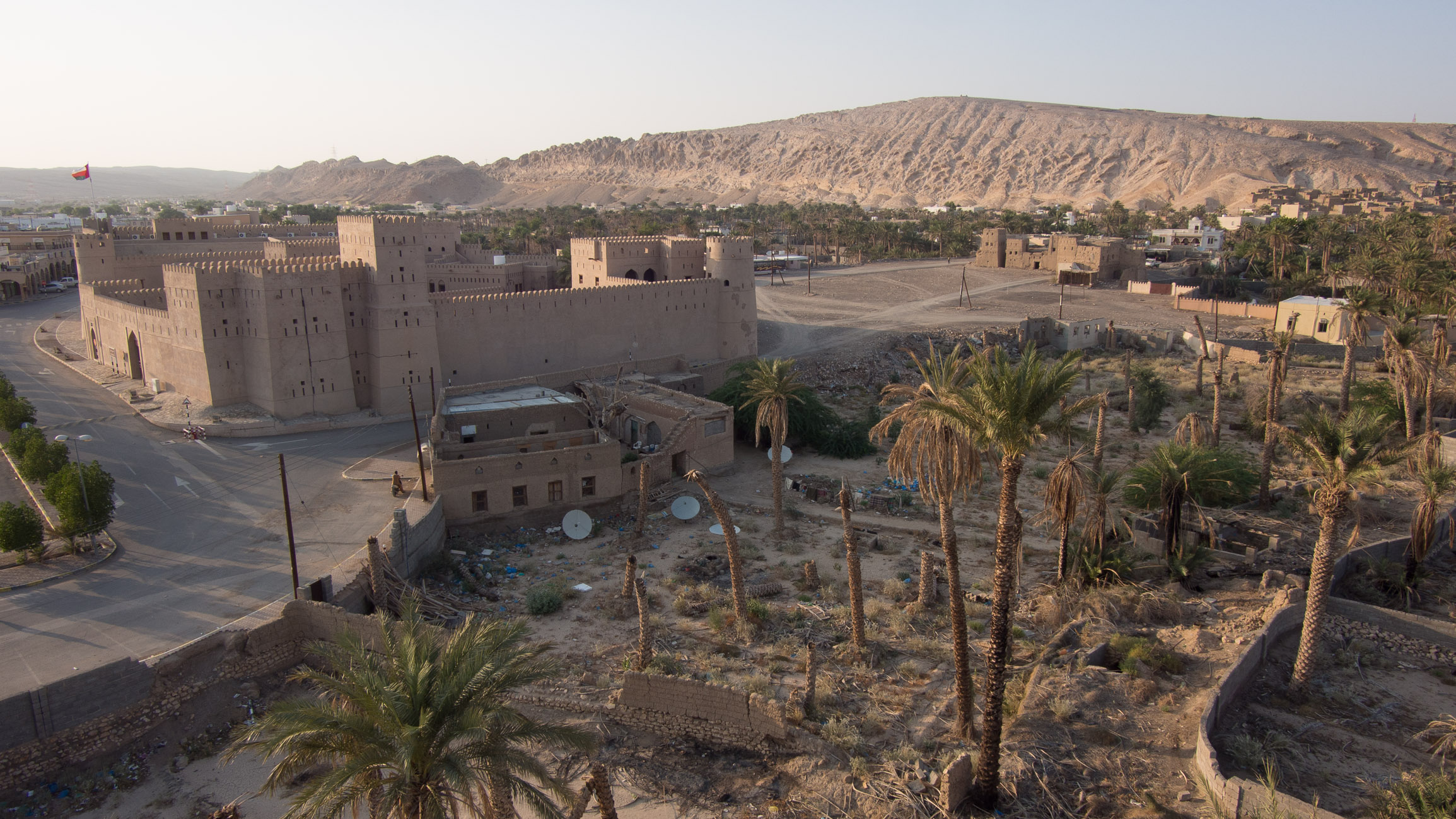
Vue du Fort d'Ibri et des maisons abandonnées de la ville d'origine en arrière-plan

Les trois wilayas (à la réforme du 28 octobre 2011) sont : Ibri, Yanqul, Dhank. L'oasis d'Al Buraymi est devenue un gouvernorat. 
Les autres villes et localités sont : Bat, Al Ayn.